# Bruno Lukk
Bruno Lukk, né le 30 juin 1909 à Tchoussovoï (Empire russe) et mort le 31 mai 1991 à Tallinn (Estonie), est un pianiste et pédagogue estonien.

## Biographie
Bruno Lukk commence ses études musicales avec sa sœur Gerda puis continue avec Martha Bäthge à l'école de musique de Tartu. Il reçoit son diplôme du conservatoire de Riga en 1928 et poursuit ses études au Conservatoire de Berlin de 1928 à 1933 où il étudie le piano avec Leonid Kreutzer et la théorie musicale avec Paul Hindemith.
Sa carrière soliste est inaugurée en 1931 en la salle de concert du conservatoire de Riga. Il forme aussi un duo avec la pianiste Anna Klas, donnant ensemble, sur une période de plus de 40 ans, une dizaine de concerts chaque année. À partir de 1940 et jusqu'à sa mort en 1991 il est professeur au conservatoire de Tallinn et compte parmi ses élèves Arbo Valdma et Kalle Randalu.
Ses interprétations musicales étaient très appréciées des compositeurs estoniens, notamment  Arvo Pärt, duquel il donna en première exécution publique les Sonatines et Partita à Tallinn en 1959.